# 102 Herculis
Désignations
102 Herculis (en abrégé 102 Her) est une étoile de la constellation boréale d'Hercule. Elle est visible à l'œil nu avec une magnitude apparente de 4,36. D'après la mesure de sa parallaxe annuelle par le satellite Hipparcos, l'étoile est située à environ ∼ 920 a.l. (∼ 282 pc) de la Terre. Elle se rapproche du Système solaire à une vitesse radiale de −15 km/s.

## Propriétés
102 Herculis est une étoile précoce et massive de type B, qui est classée soit comme une sous-géante bleu-blanc de type spectral B2 IV, soit comme une étoile bleu-blanc de la séquence principale de type spectral B2 V. Elle est estimée être âgée d'environ 20 millions d'années et elle est près de dix fois plus massive que le Soleil. Elle tourne sur elle-même à une vitesse de rotation projetée de 41 km/s. La force de son champ magnétique stellaire a été mesurée valant (209,5 ± 135,4) × 10−4 T. L'étoile est environ 3 630 fois plus lumineuse que le Soleil et sa température de surface est de 22 420 K.

## Nomenclature
102 Herculis est la désignation de Flamsteed de l'étoile. En astronomie chinoise traditionnelle, elle fait partie de l'astérisme de Bodu, représentant un vendeur de vêtements ou un drapier et qu'elle constitue avec 95 Herculis. Cet astérisme fait lui même partie de Tianshi, « le grand marché céleste ».
102 Herculis formait, avec 93, 95 et 109 Herculis, la constellation désormais obsolète de Cerbère.